# 東丸之内
東丸之内（ひがしまるのうち）は、三重県津市にある地名。丁番を持たない単独町名である。東丸之内には中勢地区以南唯一の百貨店である津松菱や三菱UFJ銀行、三菱UFJ信託銀行、りそな銀行などの金融機関が集中している。また、国道23号を挟む形で車・歩道に分かれたアーケード街である「丸之内商店街」が立地する。

## 地理
津市の中央部に位置し、東に寿町、西に丸之内、南に本町、北に大門と接している。

### 河川
- 岩田川

## 歴史
- 1972年5月1日、地方自治法第260条第1項の規定により、住居表示が実施され、津字地頭領町、津字南瀬古町、津字大瀬古町、津字山之瀬古町、津字新魚町、津字築地町、津字南浜町の全部、および、津字丸之内（本町・蔦町）、津字分部町、津字宿屋町、津字魚町、津字北浜町、津字片浜町、津字極楽町、乙部字寺町の一部が東丸之内の住居表示となる[5]。

## 経済

### 産業
店舗・企業
- 津松菱百貨店
- フコク生命 三重支社
- 三菱UFJモルガン・スタンレー証券 津支店
- 日本生命 ライフプラザ津

金融機関
- 三菱UFJ銀行 津支店
- りそな銀行 津支店

かつて存在した企業
- 合名会社 紙平呉服店[6] - 宿屋町[7][8]。津市長・前葉泰幸の本家である[8]。
- 中京銀行 津支店 - 2022年2月14日、松阪市新町に移転[9]。

## 世帯数と人口
2019年（令和元年）6月30日現在の世帯数と人口は以下の通りである。
| 町丁     | 世帯数  | 人口  |
| -------- | ------- | ----- |
| 東丸之内 | 394世帯 | 747人 |

### 人口の変遷
国勢調査による人口の推移
| 1995年（平成7年）  | 1,022人 | [ 10 ] |  |
| 2000年（平成12年） | 966人   | [ 11 ] |  |
| 2005年（平成17年） | 923人   | [ 12 ] |  |
| 2010年（平成22年） | 827人   | [ 13 ] |  |
| 2015年（平成27年） | 744人   | [ 14 ] |  |

### 世帯数の変遷
国勢調査による世帯数の推移
| 1995年（平成7年）  | 400世帯 | [ 10 ] |  |
| 2000年（平成12年） | 394世帯 | [ 11 ] |  |
| 2005年（平成17年） | 436世帯 | [ 12 ] |  |
| 2010年（平成22年） | 394世帯 | [ 13 ] |  |
| 2015年（平成27年） | 380世帯 | [ 14 ] |  |

## 学区
市立小・中学校に通う場合、学区は以下の通りとなる。
| 小学校                            | 中学校                                |
| --------------------------------- | ------------------------------------- |
| 津市立養正小学校 津市立敬和小学校 | 津市立西橋内中学校 津市立東橋内中学校 |

## 交通
- 国道23号
- 三重県道508号津港線

## 出身・ゆかりのある人物
- 小林貴虎（三重県議会議員[16]、元津市議会議員）
- 中川藤右衛門（呉服洋反物商、地主、三重県多額納税者）[17]
- 前葉泰幸[8]（津市長、元自治・総務官僚） - 旧宿屋町生まれ。

## その他

### 日本郵便
- 郵便番号 : 514-0028[3]（集配局：津中央郵便局[18]）。